# 韋萊涅魯達足球俱樂部
韋萊涅魯達足球俱樂部（Rudar Velenje）是斯洛文尼亞的一家足球俱樂部。主場位於韋萊涅。球隊參加斯洛文尼亞足球甲級聯賽的賽事。球隊也獲得過斯洛文尼亞盃的冠軍。